# Zuschendorf

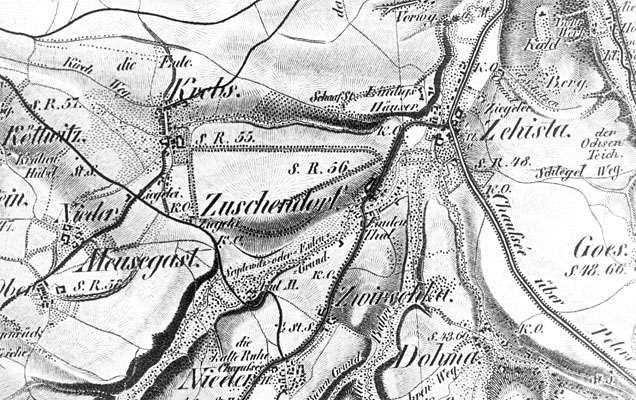
Zuschendorf auf der Oberreitschen Karte von 1821

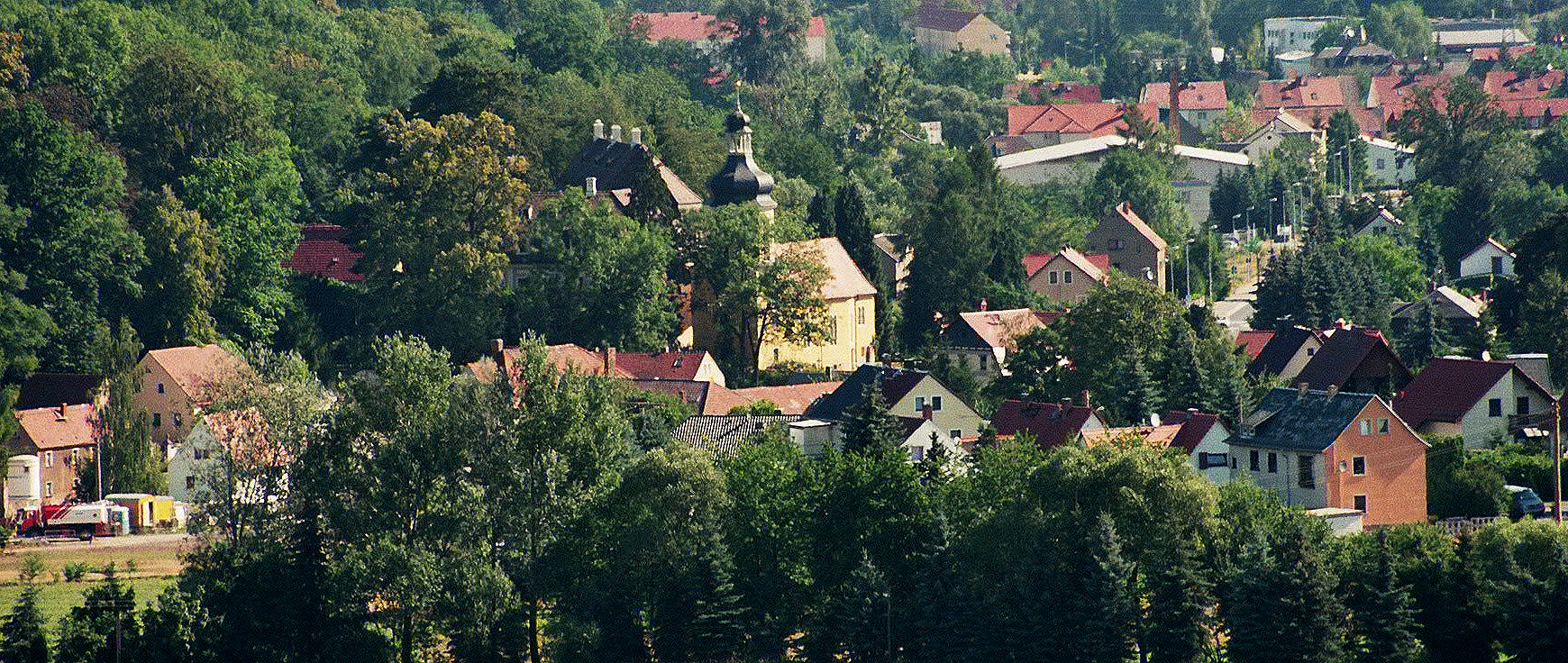
Blick von Süden auf den Ort

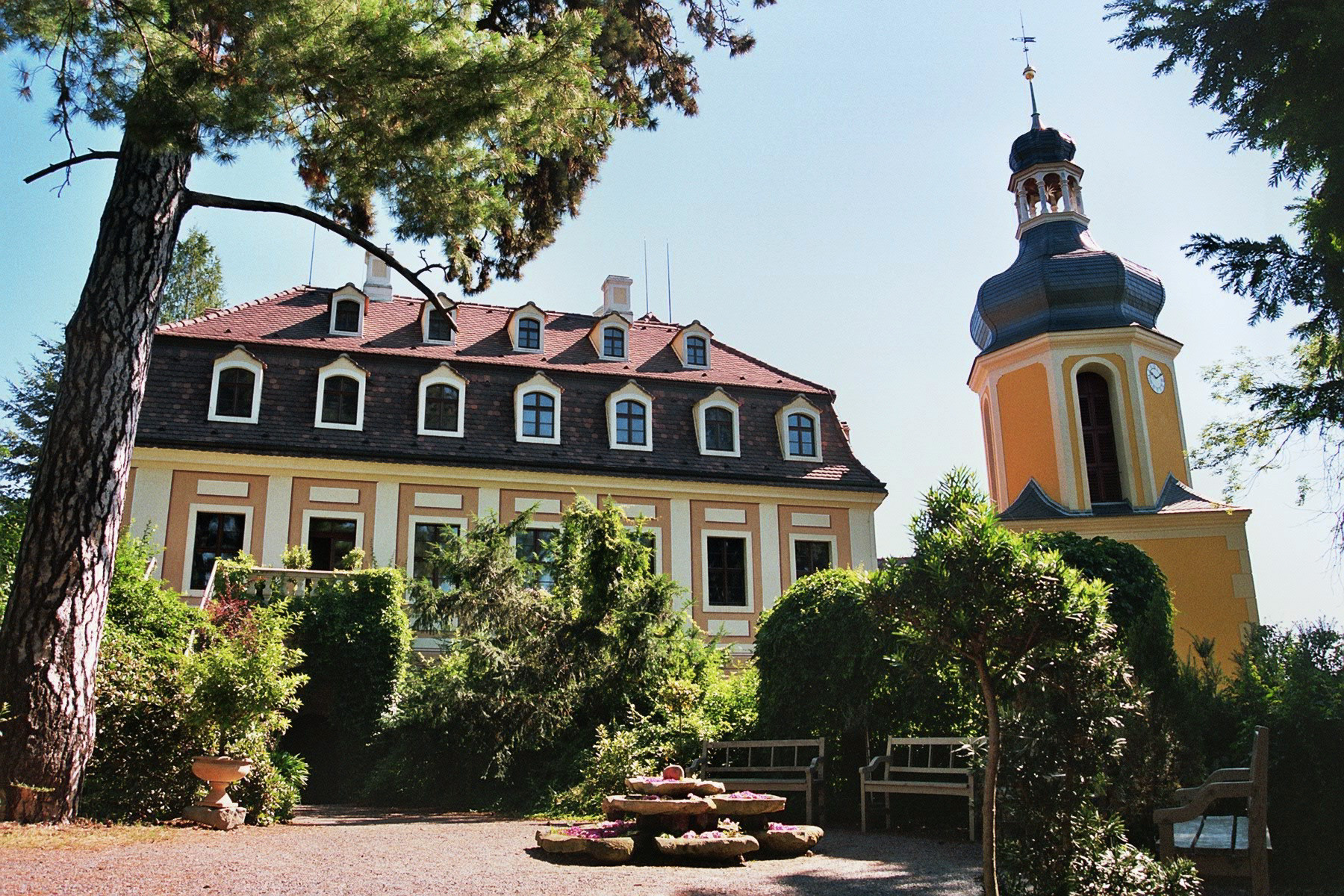
Landschloss und Kirche

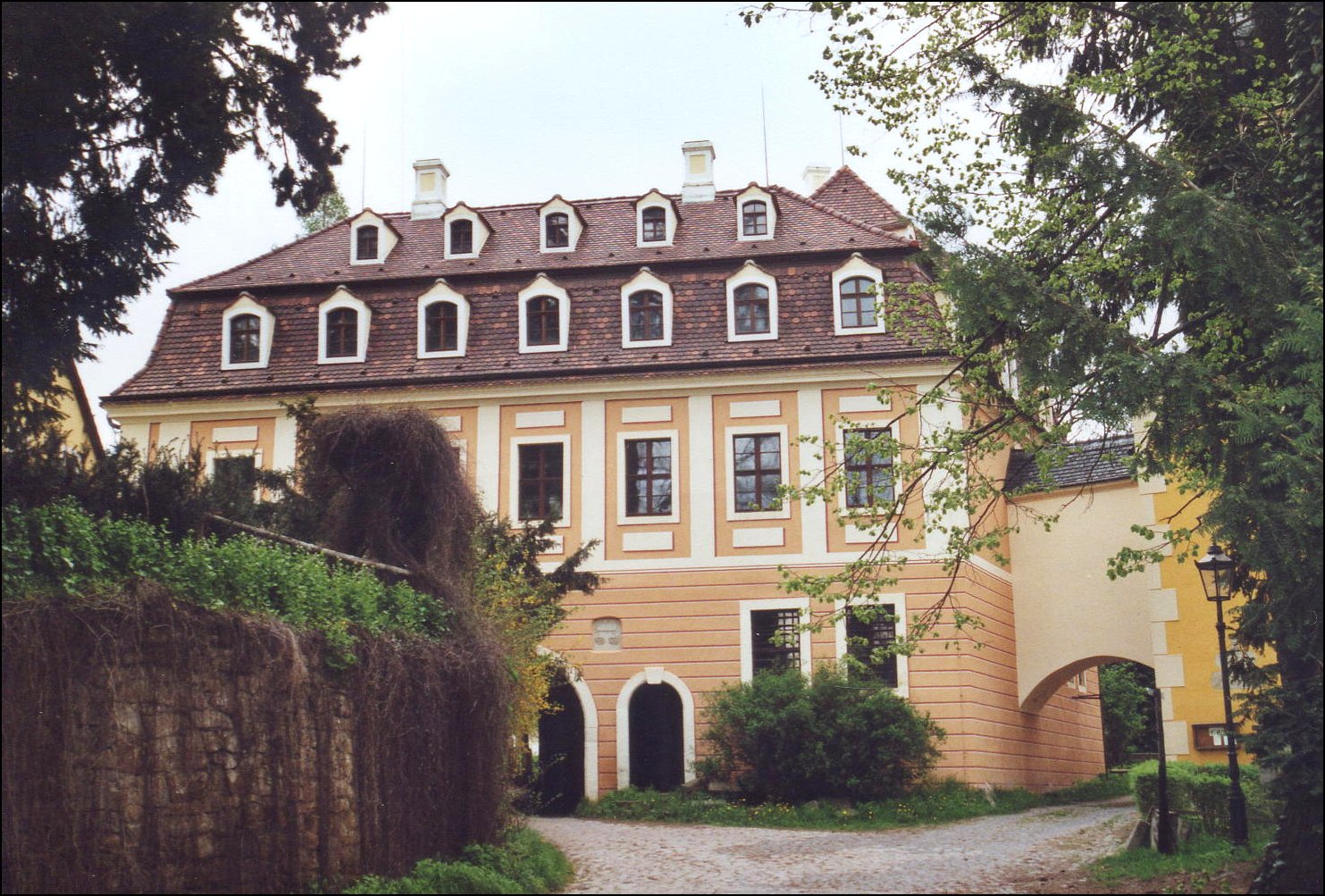
Westflügel des Schlosses

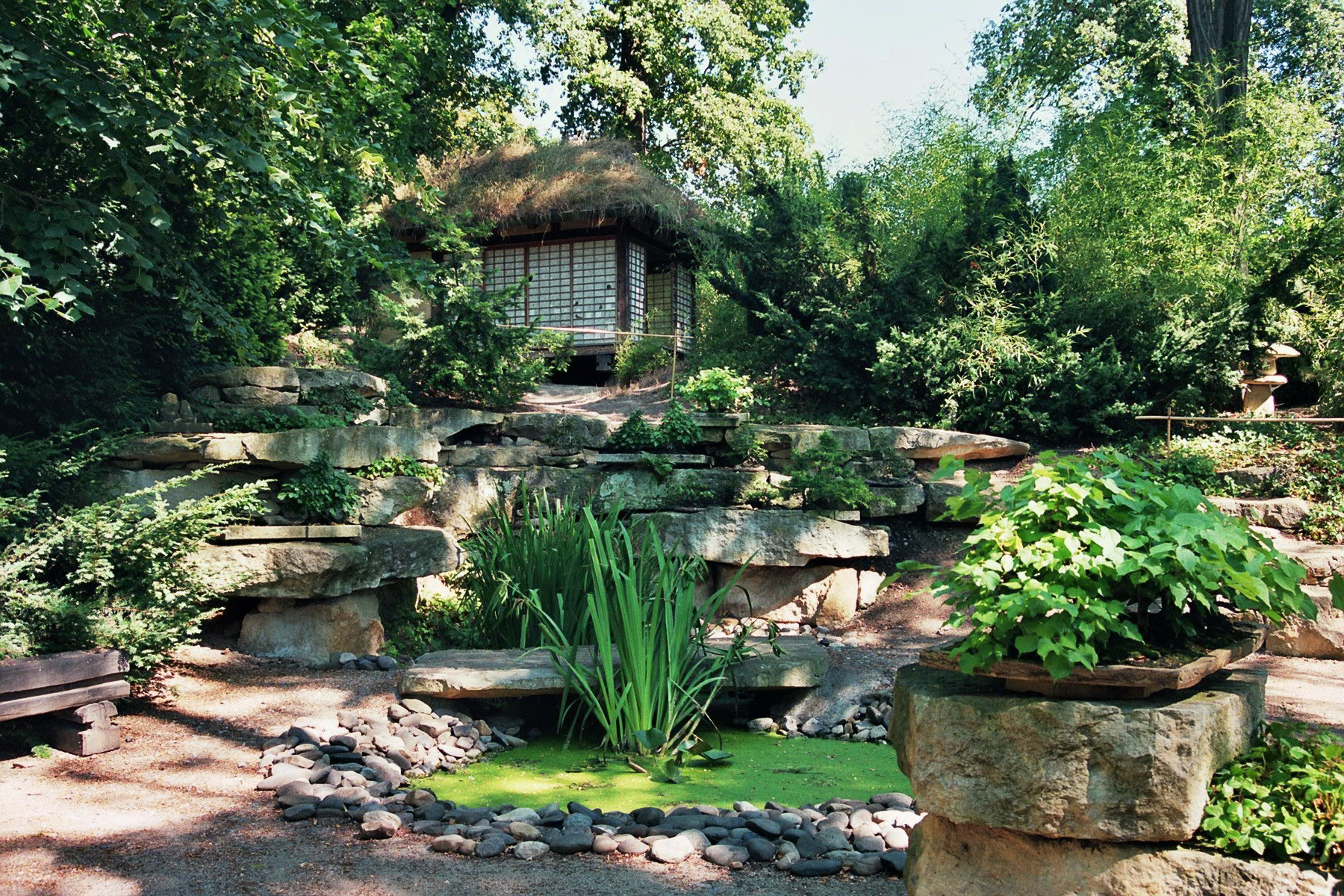
Detail im Schlossgarten

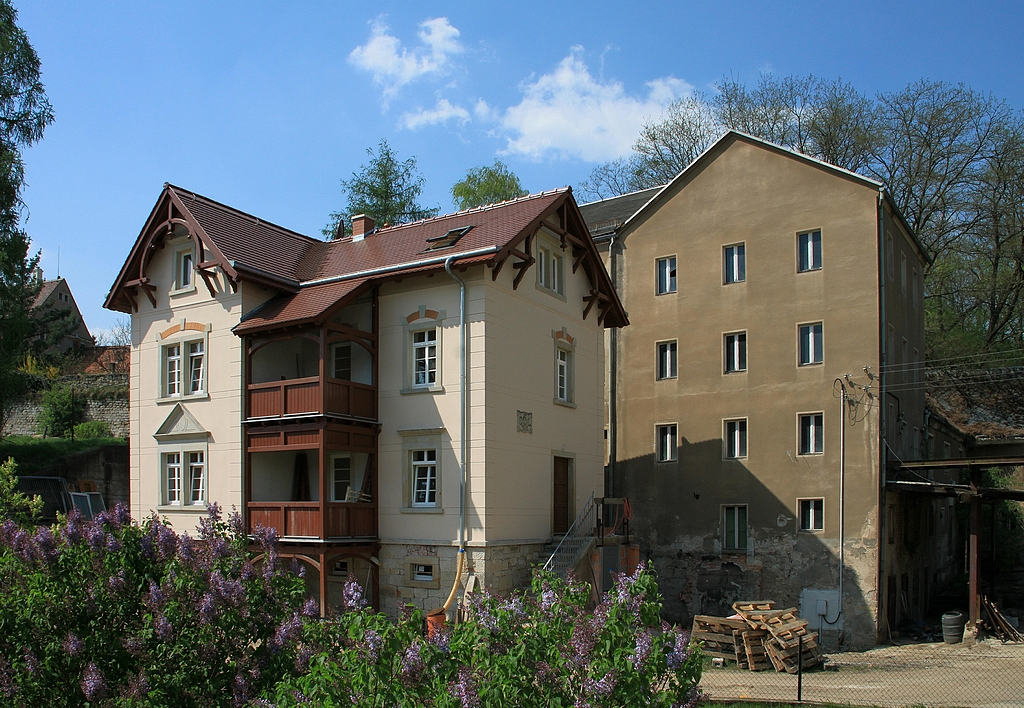
Blick auf die Zuschendorfer Hofmühle

Zuschendorf ist seit 1923 ein Stadtteil von Pirna und liegt im Tal der Seidewitz (Landkreis Sächsische Schweiz-Osterzgebirge).

## Geschichte
Die Entstehung des 1378 erstmals als Zcutschendorf (nach anderen Quellen Zeutschendorf) erwähnten Dorfes geht wahrscheinlich auf eine hier seit dem 11. Jahrhundert bestandene Burganlage zurück. 1403 wird Zuschendorf als Vorwerk (Rittergut) erwähnt. Das Dorf selbst entwickelte sich als Gutsdorf mit einigen Häusleransiedlungen, blieb dabei aber in seinem Wachstum bescheiden. 1548 wurden in „Czuschendorff“ nur 9 Ansässige gezählt.
Während der Befreiungskriege wurde Zuschendorf 1813 stark zerstört. Durchziehende marodierende Truppen schleppten alles Vieh weg, die Einwohner flohen aus ihren Häusern. Der Wiederaufbau des Rittergutes und die Wiederherstellung einer funktionierenden Bewirtschaft erfolgten weitgehend erst nach 1832 unter dem neuen Rittergutsbesitzer Karl Heinrich Schulz. Noch 1834 zählte Zuschendorf nur 22 Häuser, 1 Schule und insgesamt 163 Einwohner.
Ein Bevölkerungswachstum setzte erst ein, als der Ausbau der Verkehrswege es den bis dato vorwiegend von der Landwirtschaft lebenden Einwohnern ermöglichte, die Ende des 19. Jahrhunderts entstehenden Industriearbeitsplätze im nahen Pirna zu nutzen. Bereits 1821 wurde der Weg nach Niederseidewitz ausgebaut, 1871/72 wurde die Seidewitztalstraße nach Liebstadt errichtet, 1894 wurde Zuschendorf mit dem Haltepunkt Zehista an die Bahnstrecke Pirna–Großcotta (ab 1957 Personen- und 1963 Güterverkehr eingestellt, 1999 endgültig stillgelegt) angeschlossen.
Der Bau der neuen Straßen und der Eisenbahnlinie begünstigte 1911 den Neubau des Gasthofes „Zum Lindental“. Eine erste Schankwirtschaft gab es bereits seit 1727 in Zuschendorf.
Das Wachstum Pirnas wie Zuschendorfs führte schließlich am 1. September 1923 zur Eingemeindung des ehemaligen Gutsdorfes nach Pirna. Zu diesem Zeitpunkt zählte Zuschendorf etwa 370 Einwohner. Interessant ist dabei die Tatsache, dass das zwischen Pirna und Zuschendorf liegende Zehista erst sieben Jahre später ein Teil von Pirna wurde. Heute findet die Mehrzahl der Einwohner Arbeit und Einkommen in Pirna bzw. anderen Orten im Ballungsraum Dresden.

### Entwicklung der Einwohnerzahl
- 1548: 9 Ansässige[2]
- 1764: 10 Gärtner und 12 Häusler
- 1816: 128 Konsumenten in 22 Häusern
- 1834: 163 Einwohner in 22 Häusern
- 1871: 194 Einwohner
- 1890: 280 Einwohner
- 1910: 346 Einwohner
- 1925: 397 Einwohner
- 2004: 177 Einwohner
- 2010: 155 Einwohner

## Schloss Zuschendorf
Das sehenswerteste Bauwerk Zuschendorfs ist das Landschloss, welches auf eine im 11. Jahrhundert entstandene Burg bzw. ein sich daraus entwickelndes Rittergut zurückgeht. 1403 vergab Markgraf Wilhelm I. dieses Rittergut als Lehen an Kunigunde von Carlowitz. Zuschendorf war daraufhin bis 1695 der älteste Stammsitz der Familie von Carlowitz. Hans von Carlowitz errichtete 1553 sowohl das zweiflügelige Renaissance-Schloss als auch 1560 die unmittelbar benachbarte Saalkirche. Diese wurde allerdings 1680/82 neu errichtet. Dabei erhielt die Herrschaftsempore einen bis heute erhaltenen direkten Zugang zum Schloss. Im Kircheninneren finden sich Barockmalereien, ein Flügelaltar von Heinrich Göding, einem Schüler von Lucas Cranach d. J. und eine Predigtuhr.
Neben der Kirche wurde auch das Schloss wiederholt umgestaltet, da das Anwesen nach dem Verkauf durch die von Carlowitz’ 1695 die Besitzer häufig wechselte. So waren bis zum Erwerb durch Heinrich von Bünau (1739) sechs Besitzerwechsel binnen weniger Jahre zu verzeichnen. Da das Schloss im Siebenjährigen Krieg schwer beschädigt wurde, waren aber auch die von Bünaus bereits 1760 zum Weiterverkauf gezwungen. Bereits in den folgenden Jahrzehnten setzte ein schleichender Niedergang von Schloss und Wirtschaft ein, der durch weitere Schäden während der Befreiungskriege und fortgesetzte Besitzerwechsel unterstützt wurde.
Nach dem Zweiten Weltkrieg wurden einige Nebengebäude abgerissen. Während der DDR-Zeit durchlief der Gebäudekomplex wechselhafte Nutzungen, unter anderem als Kindergarten und Lagerkomplex. In den 1970er Jahren plante die Kommerziellen Koordinierung die Einrichtung einer Verkaufszentrale für den berüchtigten Antikhandel. Dahingehende Planungen kamen aber nicht zur Ausführung. Der drohende Abriss des heruntergekommenen Ensembles konnte 1988 durch den Erwerb durch das VEG Saatzucht abgewendet werden.

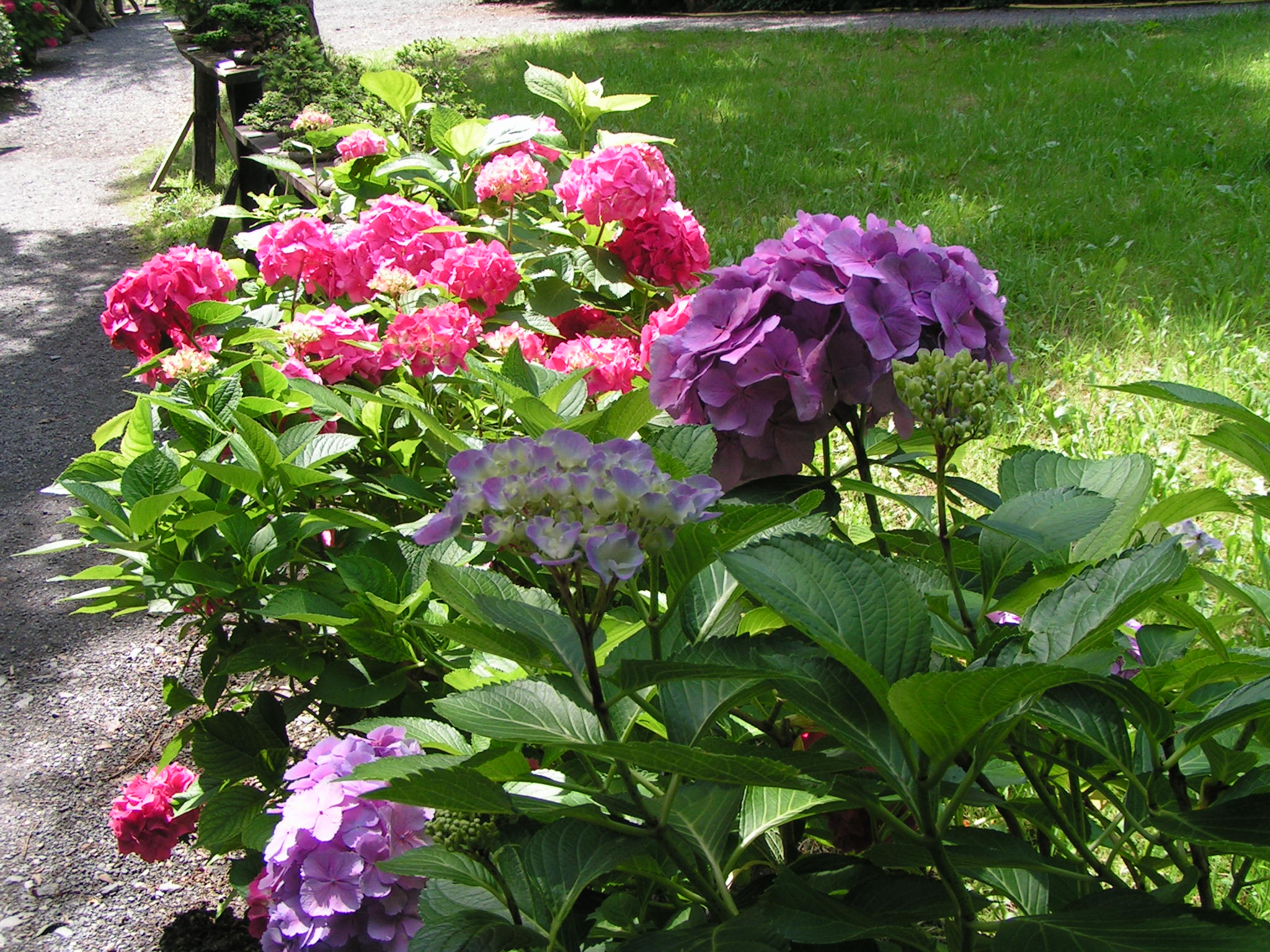
Hortensien im Schlosspark Zuschendorf

In den nach der Wende sanierten Anlagen und Gärten befindet sich heute eine bedeutende botanische Sammlung mit Hortensien, Bonsai, Efeu, Kamelien und einer Obstorangerie. Die Zuschendorfer Azaleensammlung ist heute neben der Sammlung im Rhododendron-Park Bremen die größte Sammlung ihrer Art in Europa. Sie steht zusammen mit der Zuschendorfer Kameliensammlung von rund 100 Sorten unter Denkmalschutz. Die Pflanzensammlungen gehen auf die Züchtungen der Gärtnerfamilie Seidel zurück, die seit dem 18. Jahrhundert den sächsischen Gartenbau weltbekannt machte. Die zahlreichen Züchtungen erfolgten in der Seidelschen Gärtnerei, die zuerst in der Kleinen Plauenschen Gasse in der Dresdner Seevorstadt, ab 1819 in der Pirnaischen Vorstadt, ab 1865 in Striesen und seit 1893 in Laubegast angesiedelt war; die dortige Gartenbauschule war die Vorgängereinrichtung der 1922 gegründeten „Höheren Staatslehranstalt“ in Pillnitz, die bis in die Gegenwart als Fachschule für Agrartechnik und Gartenbau existiert. Die botanischen Sammlungen verzeichnen seit 2006 jeweils über 40.000 Besucher pro Jahr (2011: 44.544 Besucher).
Das Landschloss selbst ist derzeit nur im Rahmen von Veranstaltungen und Ausstellungen öffentlich zugänglich.

## Persönlichkeiten
- Hans von Carlowitz (1527–1578), Amtshauptmann von Schwarzenberg